# Hàn Cán
Hàn Cán (chữ Hán: 韩干/韓幹, Han Gan) (706-783) là một họa sĩ Trung Quốc dưới thời nhà Đường.

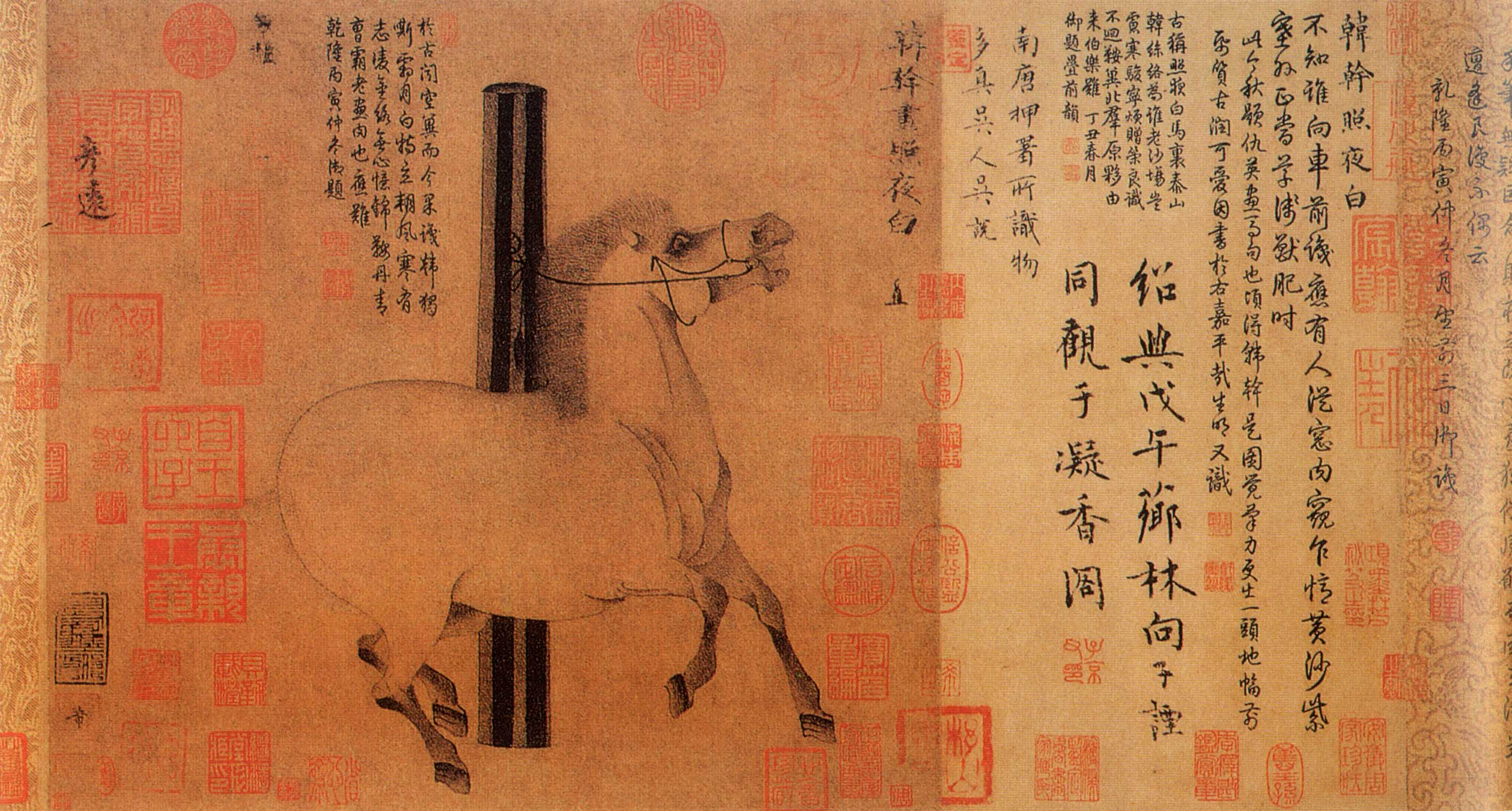
Chiếu dạ bạch đồ, con ngựa chiến mà Đường Huyền Tông yêu thích

Hàn Cán xuất thân từ một gia đình nghèo. Quê của ông ngày nay vẫn chưa xác định rõ, có thể là ở Trường An (nay là thành phố Tây An tỉnh Thiểm Tây), hoặc ở Lâm Điền (cũng thuộc Tây An ngày nay) hoặc ở Đại Lương (nay là Khai Phong, Hà Nam). Lúc còn trẻ, tài năng của Hàn Cán được Vương Duy, một nhà thơ nổi tiếng đường thời, nhận ra và chính Vương Duy đã hỗ trợ ông trong việc rèn luyện tài nghệ. Sau quá trình học tập và khổ luyện, Hàn Cán vào cung và trở thành nhà họa sĩ cung đình của nhà Đường.
Hàn Cán là tác giả của nhiều bức tranh chân dung và các bức tranh về đề tài Phật giáo; tuy nhiên ông được biết tới nhiều nhất bởi các họa phẩm về ngựa. Các bức tranh về ngựa của ông không chỉ miêu tả được hình thể của ngựa mà còn thể hiện thành công cái "thần" của nó. Hàn Cán thành công trong đề tài này tới mức mà các họa sĩ thế hệ sau này khi vẽ về ngựa đều phải nghiên cứu và tham khảo các bức tranh của ông.